# Кешка
Кешка — река в Костромской области России, протекает по территории Нерехтского, Костромского и Красносельского районов. Впадает в Горьковского водохранилища на реке Волге в 2508 км от устья по правому берегу (залив Кешки). Длина реки составляет 23 км, площадь водосборного бассейна — 151 км².

## Данные водного реестра
По данным государственного водного реестра России относится к Верхневолжскому бассейновому округу, водохозяйственный участок реки — Волга от города Кострома до Горьковского гидроузла (Горьковское водохранилище), без реки Унжа, речной подбассейн реки — Волга ниже Рыбинского водохранилища до впадения Оки. Речной бассейн реки — (Верхняя) Волга до Куйбышевского водохранилища (без бассейна Оки).
Код объекта в государственном водном реестре — 08010300412110000013339.

### Притоки (км от устья)
- 6 км: река Парья (пр)
- 19 км: река Вороница (пр)